# Vincenzo Amato (attore)

Vincenzo Amato in Nuovomondo (2006)

Vincenzo Amato (Palermo, 30 marzo 1966) è un attore italiano.

## Biografia
Nato in Sicilia, a 18 anni si sposta a Roma, dove si era trasferita la madre Emma Muzzi Loffredo, regista e musicista folk.
Nel 1993 si trasferisce negli Stati Uniti, dove conosce Emanuele Crialese. Nel 1997 è il protagonista di Once We Were Strangers (con cui vince anche un premio al Festival di Bruxelles). È anche scultore, e il suo materiale preferito è il ferro. Nel 2002, dopo una serie di esperienze cinematografiche e teatrali, recita in Respiro di Crialese che ottiene un grande successo al Festival di Cannes.
Nel 2007 ottiene una candidatura ai David di Donatello per il miglior attore protagonista grazie alla sua interpretazione in Nuovomondo. Nel 2022 viene diretto nuovamente da Crialese in L'immensità.

## Filmografia

### Cinema
- Once We Were Strangers, regia di Emanuele Crialese (1997)
- Prison Song, regia di Darnell Martin (2001)
- Ciao America, regia di Frank Ciota (2002)
- Respiro, regia di Emanuele Crialese (2002)
- Nuovomondo, regia di Emanuele Crialese (2006)
- Il dolce e l'amaro, regia di Andrea Porporati (2007)
- Autumn Dawn, regia di Sabina Kurz (2007)
- Che fine hanno fatto i Morgan?, regia di Marc Lawrence (2010)
- La scuola è finita, regia di Valerio Jalongo (2010)
- Girl on a Bicycle, regia di Jeremy Leven (2013)
- Exilados do Vulcão, regia di Paula Gaitán (2013)
- Vinodentro, regia di Ferdinando Vicentini Orgnani (2014)
- War Story, regia di Mark Jackson (2014)
- The Wannabe, regia di Nick Sandow (2014)
- Più buio di mezzanotte, regia di Sebastiano Riso (2014)
- Unbroken, regia di Angelina Jolie (2014)
- Soundtrack, regia di Francesca Marra (2015)
- Abbraccialo per me, regia di Vittorio Sindoni (2016)
- L'ora legale, regia di Ficarra e Picone (2017)
- Sicilian Ghost Story, regia di Fabio Grassadonia e Antonio Piazza (2017)
- Tornare, regia di Cristina Comencini (2019)
- Sulla stessa onda, regia di Massimiliano Camaiti (2021)
- Tra le onde, regia di Marco Amenta (2021)
- Red Notice, regia di Rawson Marshall Thurber (2021)
- L'immensità, regia di Emanuele Crialese (2022)
- Maestro, regia di Bradley Cooper (2023)

### Televisione
- Einstein, regia di Liliana Cavani – miniserie TV (2008)
- Le cose che restano, regia di Gianluca Maria Tavarelli – miniserie TV (2010)
- Storia di Laura , regia di Andrea Porporati – film TV (2011)
- Pan Am – serie TV, 1 episodio (2012)
- Gossip Girl – serie TV, episodio 5x23 (2012)
- Damages – serie TV, 1 episodio (2012)
- The Good Wife – serie TV, 1 episodio (2013)
- Boardwalk Empire – serie TV, 1 episodio (2013)
- Elementary – serie TV, episodi 2x21-2x22 (2013)
- Catturandi - Nel nome del padre – serie TV (2016)
- The Blacklist – serie TV, episodio 3x11 (2016)
- American Crime Story – serie TV, episodio 2x1 (2018)
- Law & Order - Unità vittime speciali – serie TV, episodio 22x03 (2020)
- Evil – serie TV, episodio 4x05 (2024)

## Doppiatori italiani
Nelle versioni in italiano dei suoi lavori, Vincenzo Amato è stato doppiato da:
- Sergio Lucchetti in Unbroken
- Stefano Miceli in Red Notice
- Antonio Angrisano in Fleishman a pezzi